# Anthothoe panamensis
Anthothoe panamensis är en havsanemonart som beskrevs av Oscar Henrik Carlgren 1951. Anthothoe panamensis ingår i släktet Anthothoe och familjen Sagartiidae. Inga underarter finns listade i Catalogue of Life.